# Tsukasa Fushimi
伏見 つかさ
Œuvres principales
- Oreimo
- Ero Manga Sensei

Tsukasa Fushimi (伏見 つかさ, Fushimi Tsukasa, né en 1981) est un auteur japonais de light novels connu principalement pour sa série Oreimo.

## Œuvres

### Light novels
- ASCII Media Works
  - Jūsanbanme no Alice (十三番目のアリス?, illustrations par Sikorsky) (2006–2007, 4 volumes)
  - Oreimo (俺の妹がこんなに可愛いわけがない, Ore no Imōto ga Konna ni Kawaii Wake ga Nai?, illustrations par Hiro Kanzaki) (2008–2013, 2019–ongoing, 14 volumes)
  - Neko Sis (ねこシス?, illustrations par Hiro Kanzaki) (2009, 1 volume)[1]
  - Eromanga Sensei (エロマンガ先生?, illustrations par Hiro Kanzaki) (2013–ongoing, 10 volumes)[2]
- VisualArt's / Paradigm
  - Meitantei Shikkaku na Kanojo (名探偵失格な彼女?, illustrations par Eran Hasumi) (2008, 1 volume)